# Mercy-le-Haut
Pour les articles homonymes, voir Mercy.
Mercy-le-Haut est une commune française située dans le département de Meurthe-et-Moselle, en région Grand Est. Le gentilé (nom des habitants) est Merzyen/Merzyenne.

## Géographie
|                | Joppécourt    | Serrouville |
| Mercy-le-Bas   | Mercy-le-Haut | Malavillers |
| Xivry-Circourt | Preutin-Higny | Murville    |

### Hydrographie
La commune est traversée par la ligne de partage des eaux entre les bassins versants du Rhin et de la Meuse au sein du bassin Rhin-Meuse. Elle n'est drainée par aucun cours d'eau,.

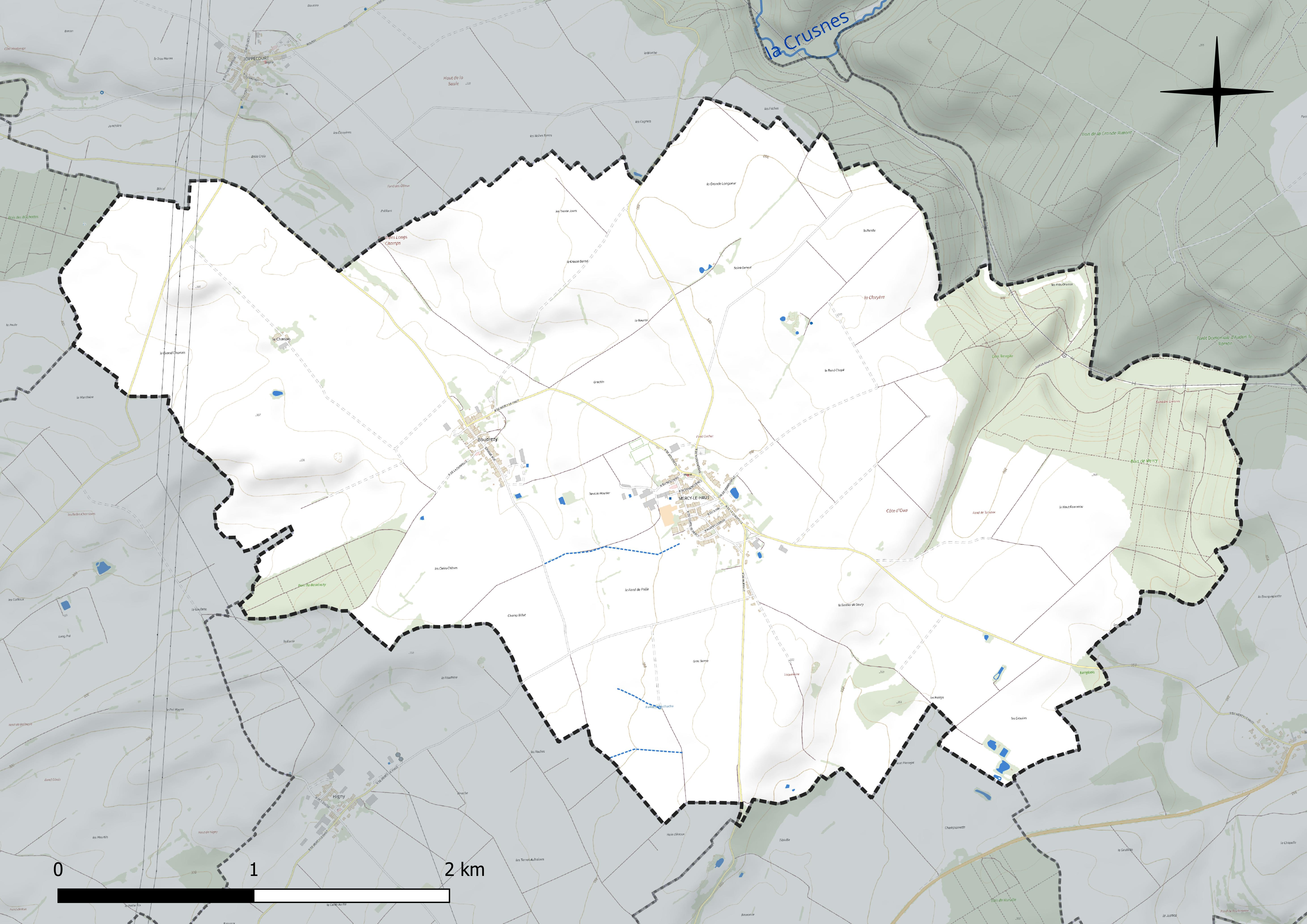
Réseau hydrographique de Mercy-le-Haut.

### Climat
Pour des articles plus généraux, voir Climat du Grand Est et Climat de Meurthe-et-Moselle.
En 2010, le climat de la commune est de type climat de montagne, selon une étude du Centre national de la recherche scientifique s'appuyant sur une série de données couvrant la période 1971-2000. En 2020, Météo-France publie une typologie des climats de la France métropolitaine dans laquelle la commune est exposée à un climat semi-continental et est dans la région climatique  Lorraine, plateau de Langres, Morvan, caractérisée par un hiver rude (1,5 °C), des vents modérés et des brouillards fréquents en automne et hiver. 
Pour la période 1971-2000, la température annuelle moyenne est de 9,2 °C, avec une amplitude thermique annuelle de 16,4 °C. Le cumul annuel moyen de précipitations est de 850 mm, avec 13,3 jours de précipitations en janvier et 9,3 jours en juillet. Pour la période 1991-2020, la température moyenne annuelle observée sur la station météorologique de Météo-France la plus proche, « Rouvres-en-woevre », sur la commune de Rouvres-en-Woëvre à 19 km à vol d'oiseau, est de 10,8 °C et le cumul annuel moyen de précipitations est de 668,3 mm. 
La température maximale relevée sur cette station est de 40,2 °C, atteinte le 24 juillet 2019 ; la température minimale est de −15,4 °C, atteinte le 7 février 2012,,. 
Les paramètres climatiques de la commune ont été estimés pour le milieu du siècle (2041-2070) selon différents scénarios d'émission de gaz à effet de serre à partir des nouvelles projections climatiques de référence DRIAS-2020. Ils sont consultables sur un site dédié publié par Météo-France en novembre 2022.

## Urbanisme

### Typologie
Au 1er janvier 2024, Mercy-le-Haut est catégorisée commune rurale à habitat dispersé, selon la nouvelle grille communale de densité à sept niveaux définie par l'Insee en 2022.
Elle est située hors unité urbaine et hors attraction des villes,.

### Occupation des sols
L'occupation des sols de la commune, telle qu'elle ressort de la base de données européenne d’occupation biophysique des sols Corine Land Cover (CLC), est marquée par l'importance des territoires agricoles (85,4 % en 2018), une proportion sensiblement équivalente à celle de 1990 (85,5 %). La répartition détaillée en 2018 est la suivante : 
terres arables (75,8 %), forêts (12,6 %), prairies (9,2 %), zones urbanisées (2 %), zones agricoles hétérogènes (0,5 %). L'évolution de l’occupation des sols de la commune et de ses infrastructures peut être observée sur les différentes représentations cartographiques du territoire : la carte de Cassini (XVIIIe siècle), la carte d'état-major (1820-1866) et les cartes ou photos aériennes de l'IGN pour la période actuelle (1950 à aujourd'hui).

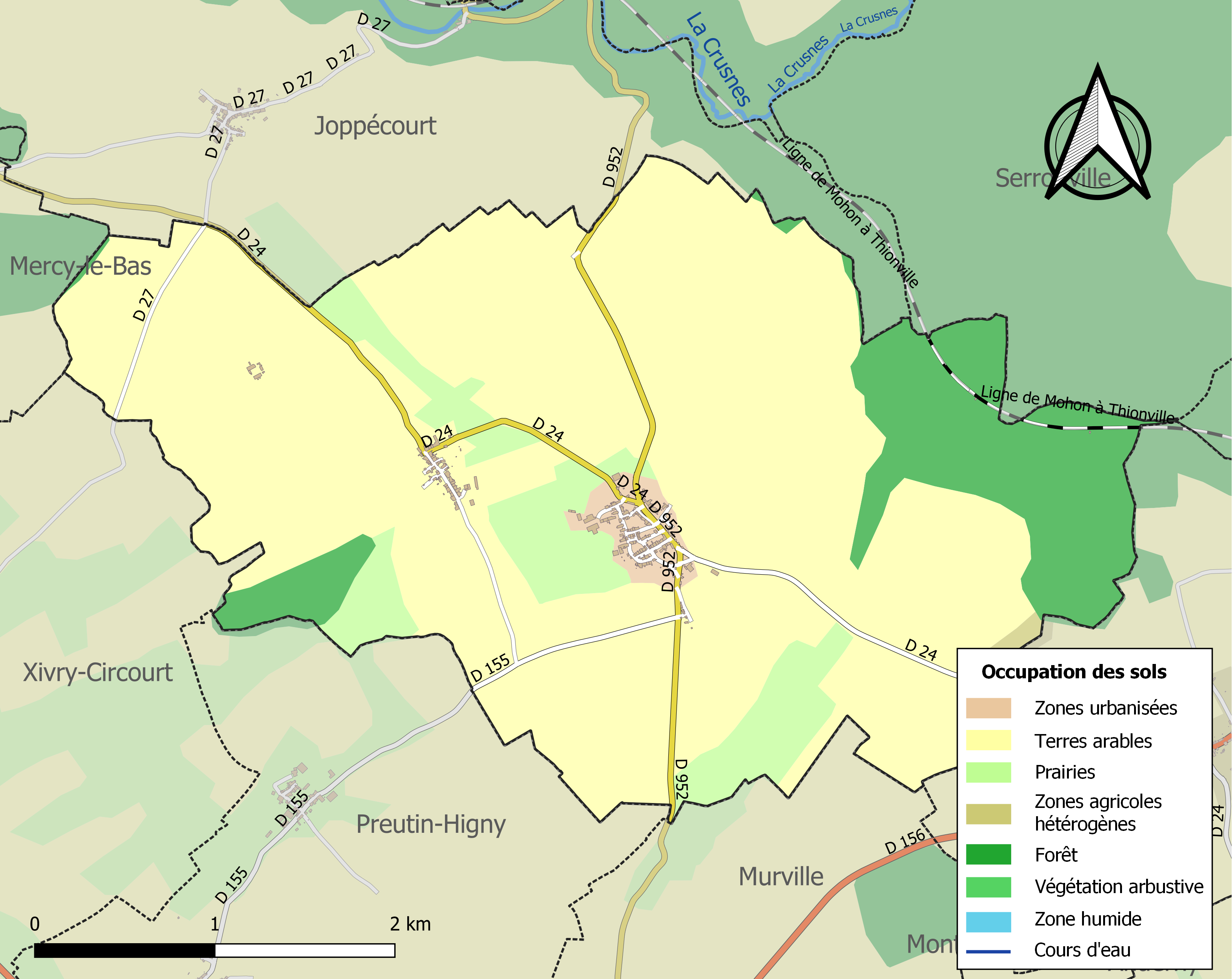
Carte des infrastructures et de l'occupation des sols de la commune en 2018 (CLC).

## Toponymie
Le nom de la localité est attesté sous les formes Marcianum (634) ; Marciacum villa (636) ; Marceium (1157) ; Mercey (1338) ; Marcey (1358) ; Marsey (1446) ; Marcey, Haut et Bas (1610) ; Merzy-le-Haut (1636) ; Mersey (1680) ; Mercium altum.

Mercy-le-Bas est un village du Pays-Haut.

## Histoire
Village de l'ancienne province du Barrois.
Commune indépendante jusqu'en 1811, Boudrezy est aujourd'hui rattachée à la commune de Mercy-le-Haut. Franz von Mercy battit Turenne, et fut battu par Louis II de Bourbon-Condé ; il arrêta les Turcs à Temesvár en Hongrie où l'on trouve les noms des villages lorrains desquels le comte de Mercy avait fait venir les habitants. Le 22 août 1914, l'armée impériale allemande exécute 10 civils, lors des atrocités allemandes commises au début de l'invasion. L'unité mise en cause est la 86e BI - Brigade d'Infanterie-
Il s’agit du village natal en 1871 du président de la République Albert Lebrun, qui y est inhumé.

## Politique et administration
| Période                                  | Période | Identité         | Étiquette | Qualité                                       |
| ---------------------------------------- | ------- | ---------------- | --------- | --------------------------------------------- |
| Les données manquantes sont à compléter. |         |                  |           |                                               |
| 1881                                     | 1906    | Ernest Lebrun    |           | Père d'Albert Lebrun Décès en cours de mandat |
| --                                       | --      | Estève Aubrion   |           | Professeur de Lettres                         |
| 2001                                     | 2011    | Michel Batiot    |           | Décès en cours de mandat                      |
| 2011                                     | 2014    | Michel Collignon |           |                                               |
| 2014                                     | 2020    | Pascal Pierrel   |           |                                               |
| 2020                                     | 2024    | Roland Bourgeois |           | Retraité                                      |
| 2024                                     | 2026    | Diane Nardin     |           |                                               |

## Démographie
L'évolution du nombre d'habitants est connue à travers les recensements de la population effectués dans la commune depuis 1793. Pour les communes de moins de 10 000 habitants, une enquête de recensement portant sur toute la population est réalisée tous les cinq ans, les populations de référence des années intermédiaires étant quant à elles estimées par interpolation ou extrapolation. Pour la commune, le premier recensement exhaustif entrant dans le cadre du nouveau dispositif a été réalisé en 2004.

En 2022, la commune comptait 268 habitants, en évolution de −2,19 % par rapport à 2016 (Meurthe-et-Moselle : −0,13 %, France hors Mayotte : +2,11 %).
| 1793 | 1800 | 1806 | 1821 | 1836 | 1841 | 1861 | 1866 | 1872 |
| ---- | ---- | ---- | ---- | ---- | ---- | ---- | ---- | ---- |
| 343  | 323  | 362  | 594  | 636  | 627  | 567  | 554  | 523  |

| 1876 | 1881 | 1886 | 1891 | 1896 | 1901 | 1906 | 1911 | 1921 |
| ---- | ---- | ---- | ---- | ---- | ---- | ---- | ---- | ---- |
| 525  | 501  | 487  | 494  | 487  | 411  | 421  | 393  | 375  |

| 1926 | 1931 | 1936 | 1946 | 1954 | 1962 | 1968 | 1975 | 1982 |
| ---- | ---- | ---- | ---- | ---- | ---- | ---- | ---- | ---- |
| 359  | 337  | 323  | 281  | 328  | 315  | 297  | 265  | 271  |

| 1990 | 1999 | 2004 | 2006 | 2009 | 2014 | 2019 | 2022 | - |
| ---- | ---- | ---- | ---- | ---- | ---- | ---- | ---- | - |
| 285  | 275  | 248  | 245  | 245  | 276  | 270  | 268  | - |

## Culture locale et patrimoine

### Lieux et monuments
- Monument commémoratif à la mémoire d'Albert Lebrun, ancien président de la République, né à Mercy-le-Haut en 1871, où il a été enterré en 1950 ; RN 52 bis, rue de Malavillers.

#### Édifices religieux
- Église paroissiale Saint-Salvin, située rue du Comte-de-Mercy, cimetière ; monument sépulcral ; église construite en 1847, date inscrite sur la façade occidentale, au-dessus du portail.
- Église paroissiale de la Décollation-de-Saint-Jean-Baptiste à Boudrezy, construite en 1752 avec un ossuaire inscrit au titre des monuments historiques par arrêté du 23 novembre 1987[22].
- Chapelle à Mercy-le-Haut, rue Quertille ; reconstruite en 1866.
- Chapelle à Boudrezy, édifiée en 1737 (inscription dans la pierre).
- Ancien ermitage de Saint-Genest.

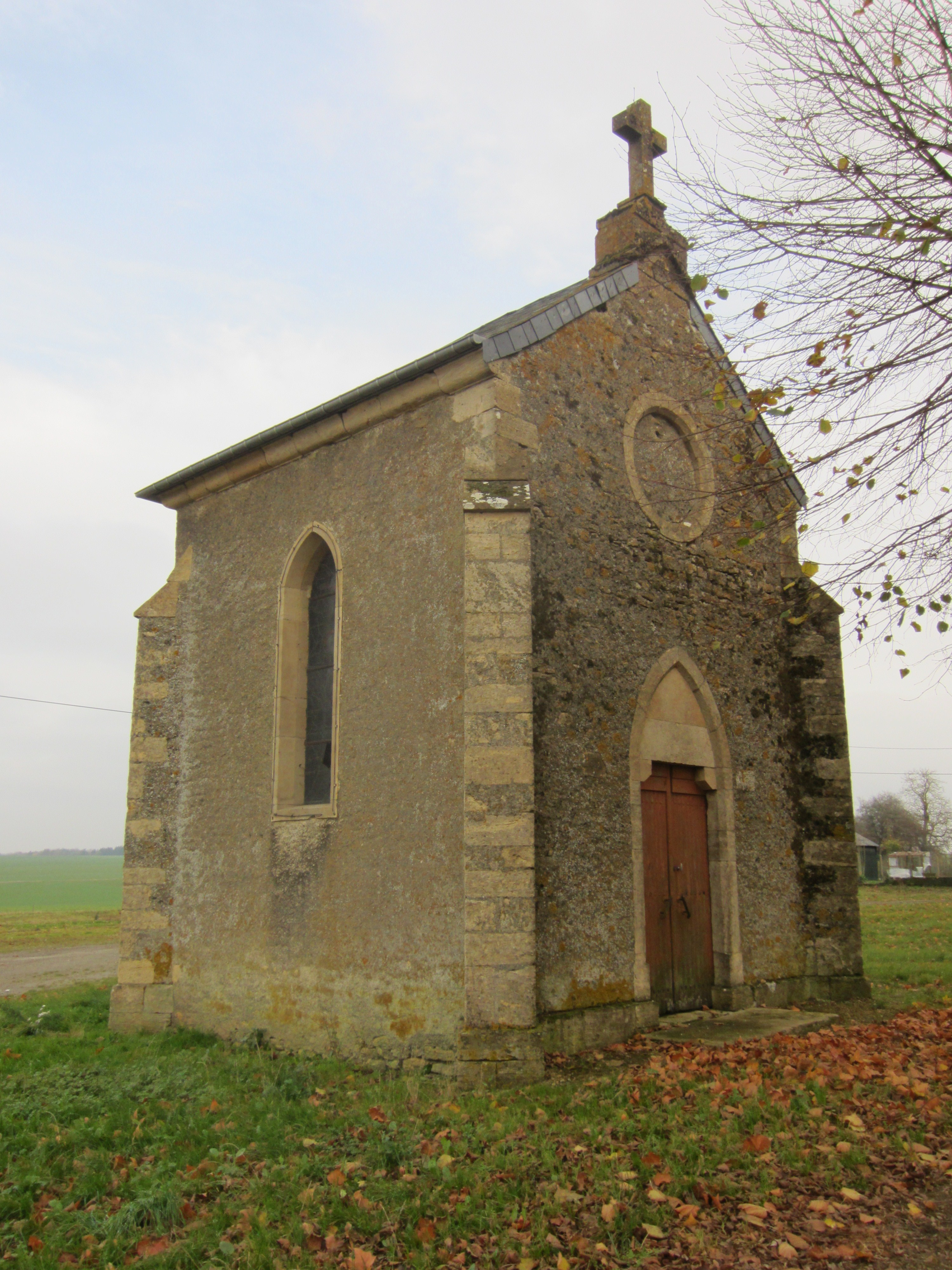
Chapelle à Mercy-le-Haut.
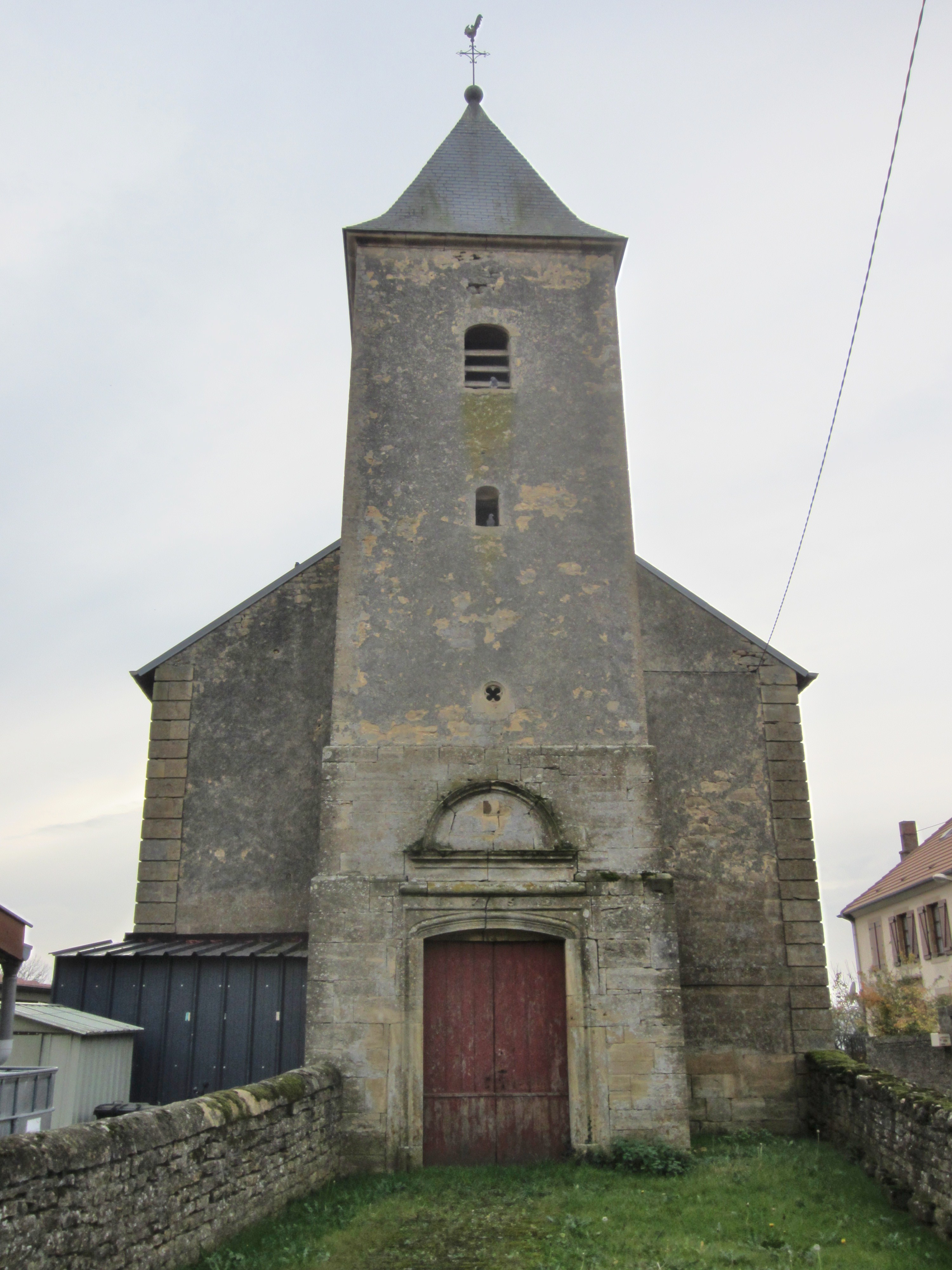
Église de la Décollation-de-Saint-Jean-Baptiste à Boudrezy.
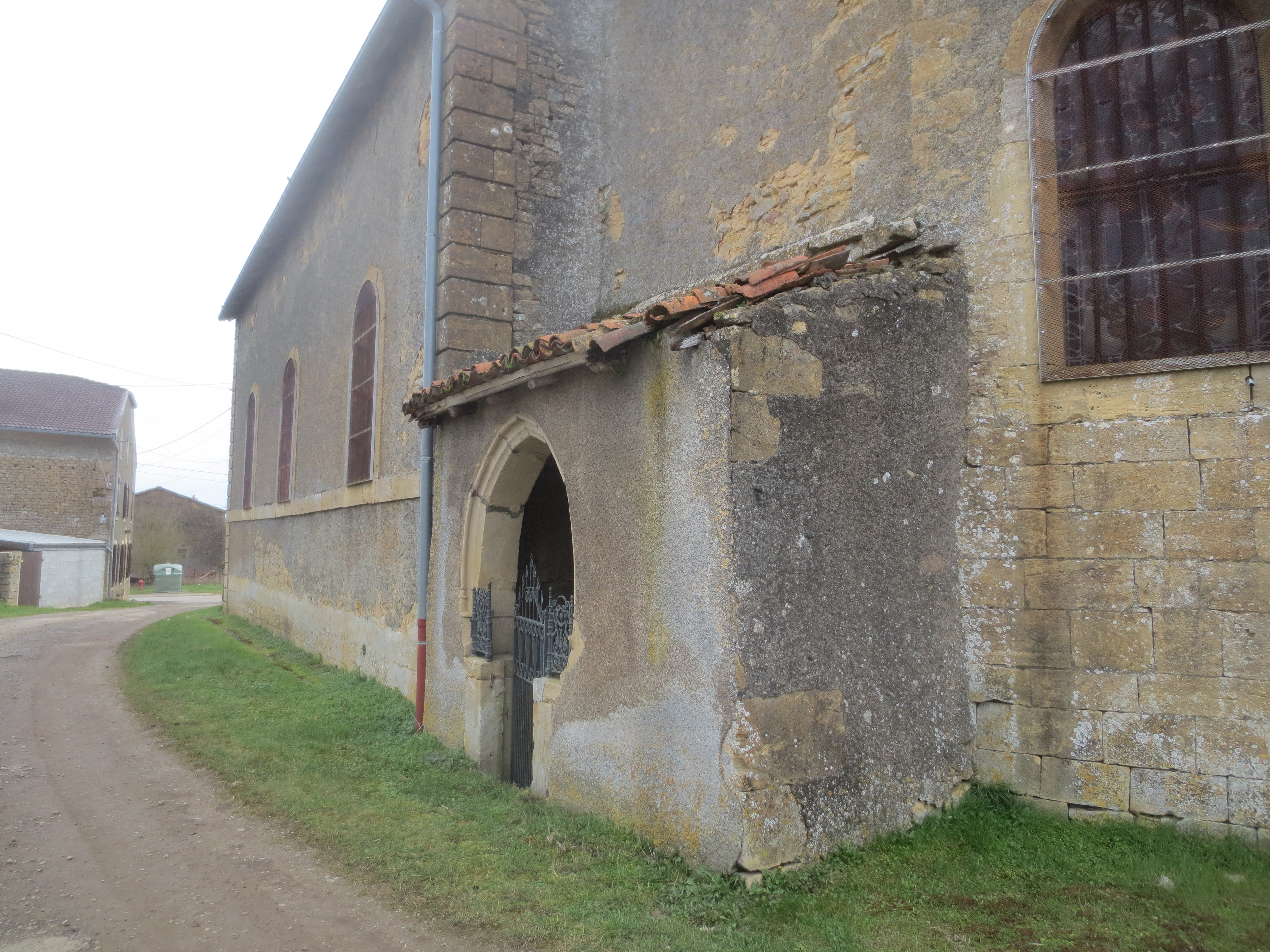
Ossuaire de Boudrezy.
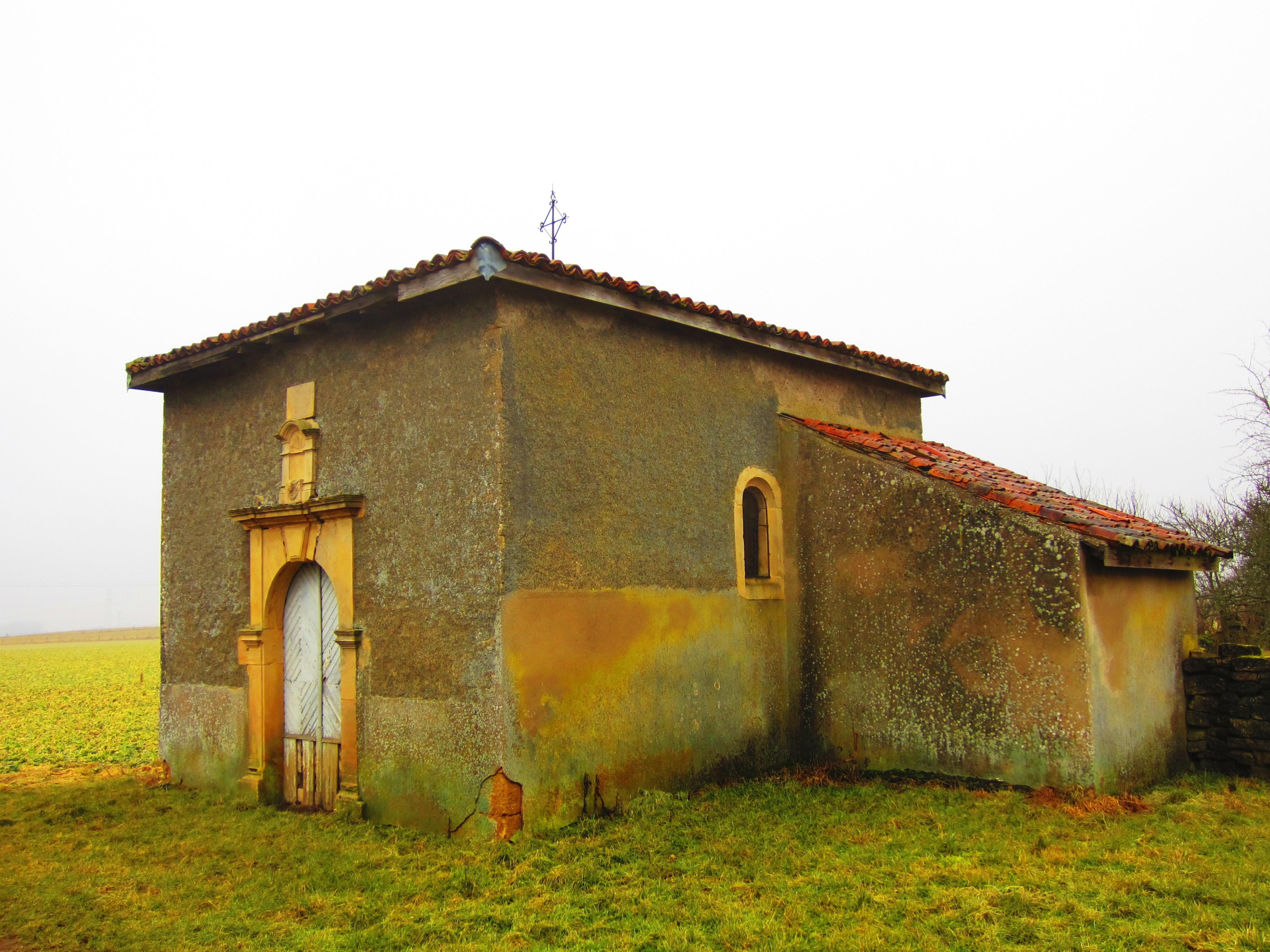
Chapelle à Boudrezy.

### Personnalités liées à la commune
- Pierre Brully (vers 1515 / 1520 - 1545), réformateur protestant.
- Albert Lebrun (1871-1950), fils du maire Ernest Lebrun et président de la République française de 1932 à 1940 : y est né et enterré.

### Héraldique
| Blason de Mercy-le-Haut | Blason  | D'or à la croix d'azur chargé d'un faisceau de licteur contourné d'argent. |
| Blason de Mercy-le-Haut | Détails | Le statut officiel du blason reste à déterminer.                           |

## Sources